# 台鉄大里駅事故

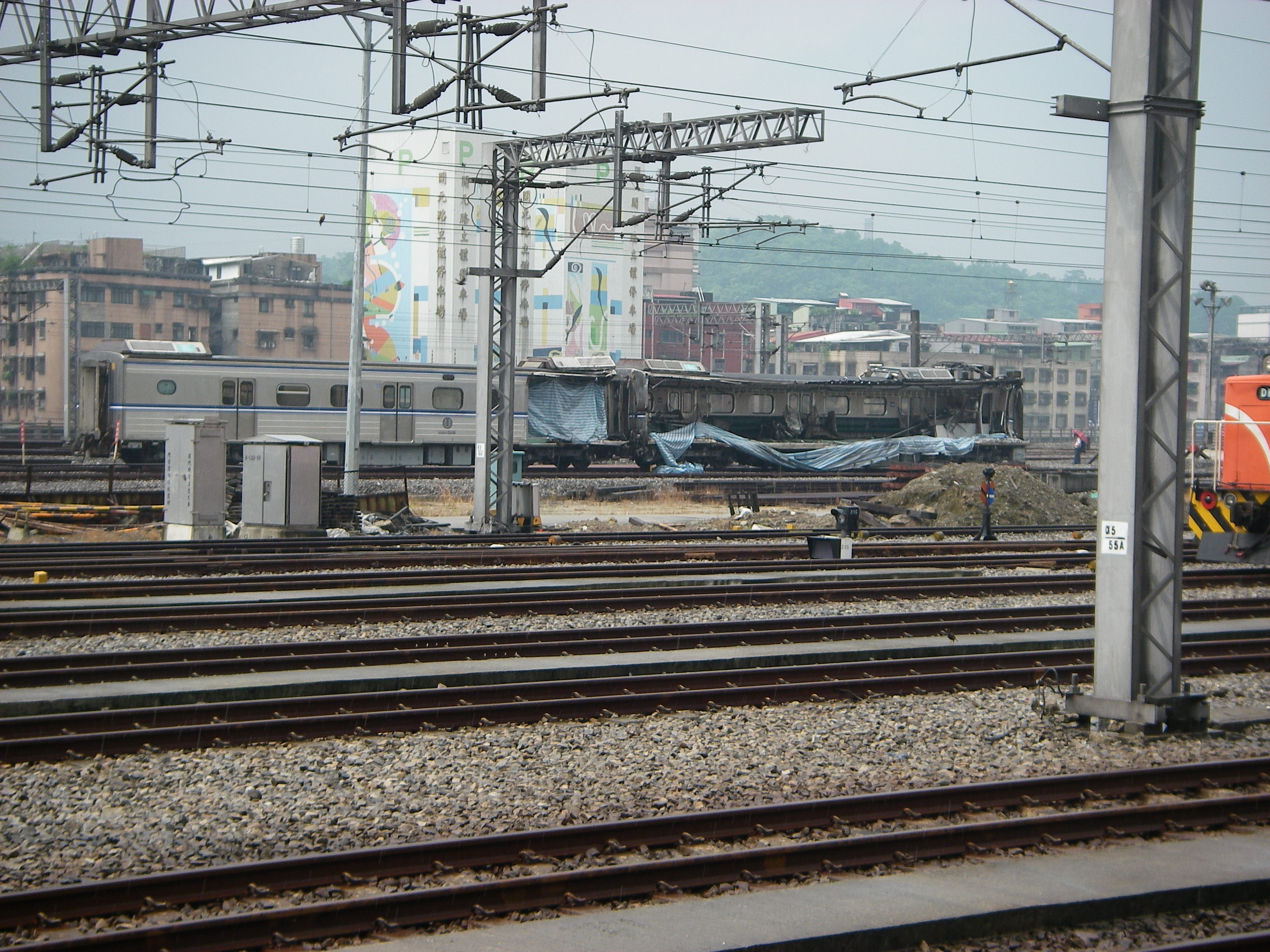
七堵駅に留置されていた事故車 (EMU500型)

台鉄大里駅事故（たいてつたいりえきじこ）は、2007年6月15日（金曜日）に台湾鉄路管理局において発生した列車衝突事故である。

## 事故概要

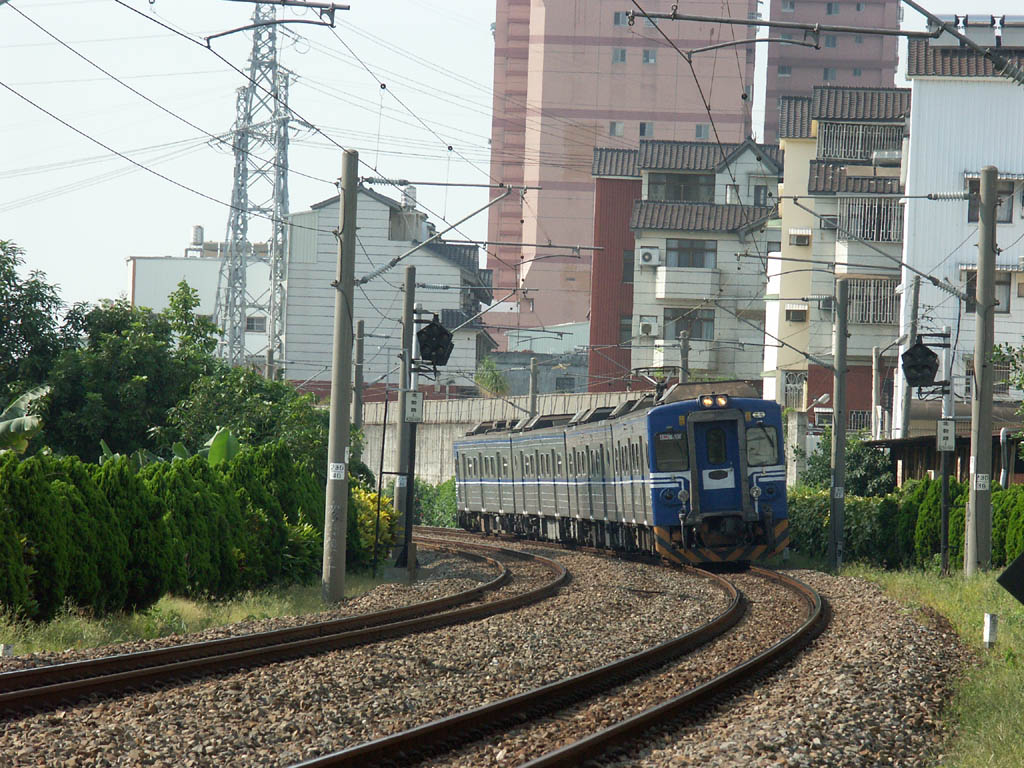
台鉄EMU500型電車

2007年6月15日10時32分頃、宜蘭県頭城鎮の台湾鉄路管理局(台鉄)宜蘭線、大里駅の付近で、樹林発蘇澳行きの下り区間車（普通列車）（EMU500型4両編成（EM508））と試運転中のE400型/E300型電気機関車（E403+E308）が正面衝突。5名が死亡、15名が重軽傷を負う大惨事となった。
この事故により、EMU500型の事故車EM508編成のうち、EP508とET508は廃車され、EM508とEMC508の2両は、休車のまま現在も保管されている。

## 原因
- 信号無視と誤出発検知装置の誤作動

E400型は試運転中に誤出発検知装置の誤作動が発生したため、同装置を切って運転されていた。その上E400型の運転士は信号機を無視して大里駅に進入した。